# Bablock Hythe

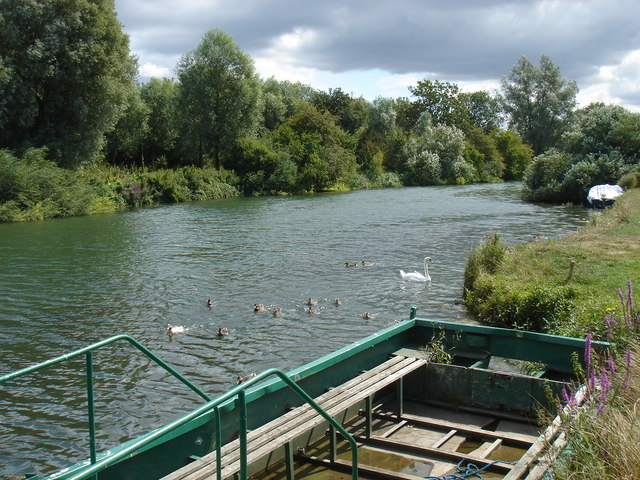
Die Themse bei Bablock Hythe

Bablock Hythe ist ein Weiler westlich von Oxford in Oxfordshire. Es gab früher an dieser Stelle eine Fahrzeugfähre über die Themse.
Die früheste Erwähnung einer Fähre ist im Jahr 1279. Die Fähre war bis in die Mitte des 20. Jahrhunderts in Betrieb. Sie wurde mit Hilfe eines Seils oder einer Kette betrieben, was eine gewisse Gefahr für den Schiffsverkehr darstellte. Es gab auch ein Gasthaus mit dem Namen The Chequers, das von William Senior in seinem Buch Royal River in den 1880er Jahren erwähnt wird. Die Gaststätte wurde in den frühen 1990er Jahren umgebaut und in The Ferry Inn und später The Ferryman umbenannt.
Der Dichter Matthew Arnold hat die Fähre 1853 in seinem Gedicht The Scholar Gipsy erwähnt.